# ニオロ・デュ・サヘル
ニオロ・デュ・サヘル（Nioro du Sahel）は、マリ共和国ニオロ州の都市。単にニオロと呼ばれることもある。人口33,691人（2009年国勢調査）。マリ西部、ニオロ州に属し、モーリタニアとの国境近くに位置する。首都バマコからは北西に442km離れている。同州およびニオロ・デュ・サエル圏の首府である。

## 歴史
ニオロは16世紀から17世紀に、ディアワンデという名の奴隷によって建設されたと伝えられている。18世紀にはバンバラ人の王国であるカアルタ王国の首都として栄えた。当時、ニオロはセネガル川上流から現在のマリ共和国地方にかけての交易の拠点となっていた。1850年代前半に、ニオロはトゥクロール帝国のエル・ハジ・ウマールによって征服された。エル・ハジ・ウマールは、1854年にニオロに大モスクを建設した。

## 交通

### 空港
近郊にニオロ空港がある。